# 社員食堂
社員食堂（しゃいんしょくどう）とは会社の社員向け食堂である。社食（しゃしょく）とも略される。

## 概要

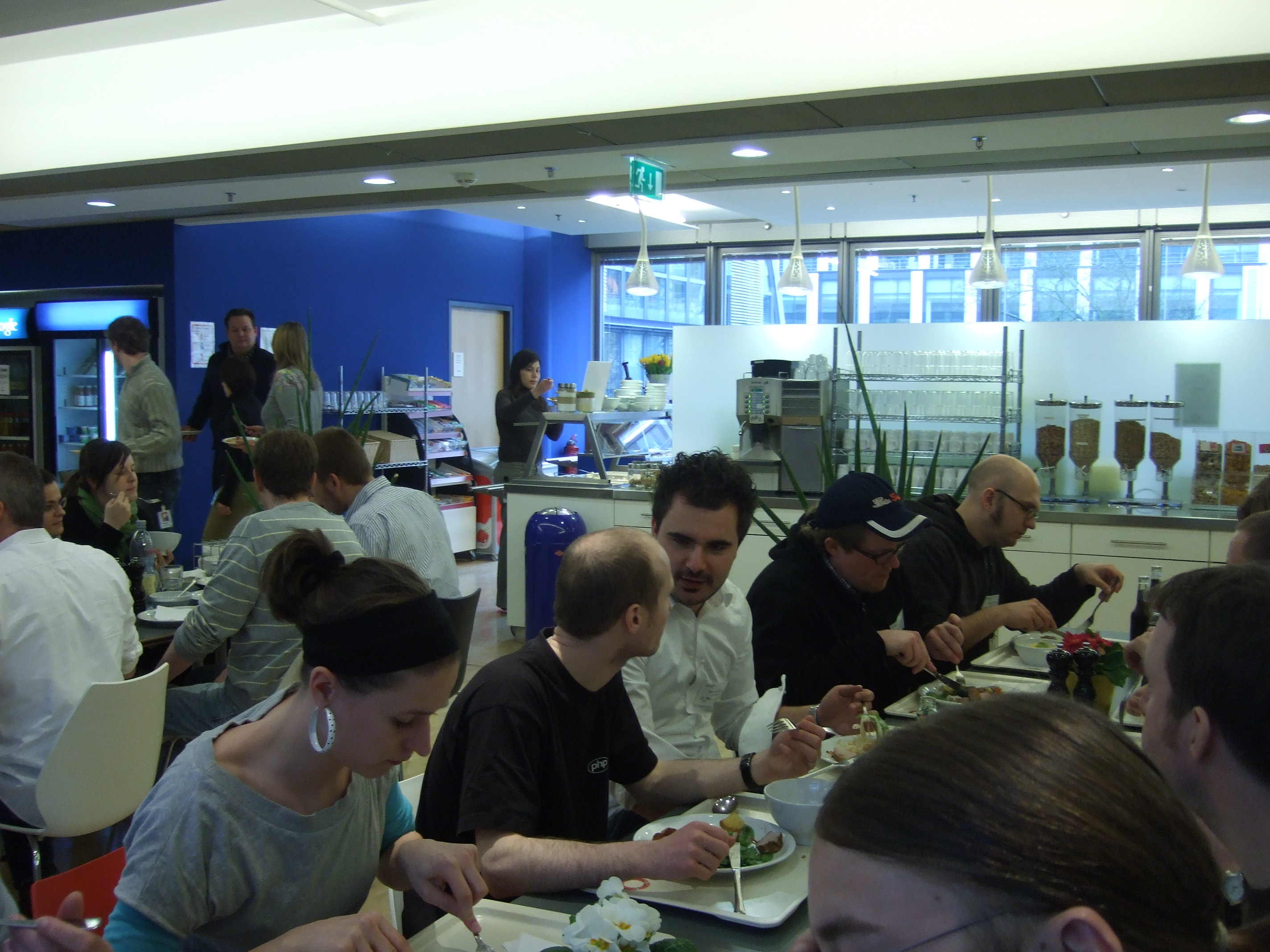
ハンブルクのGoogleオフィス内の食堂

労働者を対象にオフィスや工場などで供される給食は事業所給食と呼ばれる。社員食堂は事業所の社員や職員など関係者の食事に便宜を図る必要のある事業所に設置される（必要がある事業所の例として、事業所が飲食店が存在する繁華街から離れた場所に設置、事業所が広大であったりセキュリティの関係等の理由で業務中に社外に出ることが困難である事業所がある）。その他に、福利厚生施設としての見地から、休憩室や談話室、健康管理、あるいは社内行事の会場としての性格を持たせることも多い。
学生食堂や市役所など官公庁の職員食堂、他、NHK等の公共色の強い団体の職員食堂は、多くの場合において東京都庁の食堂などのように一般にも開放されていることが多く、近隣の社員食堂がない企業の社員、来庁者や来客、近隣住民、さらに東京都庁など特に有名なスポットのものであれば観光客などが利用することもある。ただしその施設の性質上、提供するのは昼食だけで平日の日中のみの営業（11時から13時または15時まで）となっているところも少なくない。価格設定が一般の外食産業に比較し若干安め（一般の飲食店とほとんど価格差がない事例もよくみられる）の福利厚生施設である。しかし私企業が経営する社員食堂の場合は、出資者からの資本金や企業活動を通じて得た利益による助成で運営されている手前、悠長なことは言ってられず、また企業その物のセキュリティ上の問題などもあるため、所在も存在自体もあえて進んで世間に公開することを控えるケースが多く、また当該関係者以外は利用ができないことが多い。
日本のみならず、海外においても同様の施設が社内に設けられている企業が多い。新興工業国の工場やシリコンバレーの有名IT企業（特にGoogleやAppleが有名）においては、社員の福利厚生面を重視し、社員食堂の食事を無料としている例も少なくない。

## 運営の方式
運営の方式としては、直営、準直営、外部委託などがある。
直営方式
会社の事業主等が企業経営の一環として直接に給食業務を運営管理する形態。
準直営方式
給食部門のみを別会社として独立させて、その会社に給食業務を運営・管理させる形態。
外部委託方式
事業主が委託した給食業者が給食業務の全部または一部（調理・配膳・食器洗浄）を運営・管理する形態。外食業者による社員食堂の受託についてはコントラクトフードサービスも参照。
生活協同組合や会社の退職者団体が運営している場合もある。

## 費用の負担
費用の負担については次のような種類がある。
- 全額を企業側が負担する場合[5]
- 直接費（食材費）の一部を喫食者が負担する場合[5]
- 直接費（食材費）の全部を喫食者が負担する場合[5]
- 直接費（食材費）の全部と間接費の一部を喫食者が負担する場合[5]
- 全額を喫食者が負担する場合[5]

## 精算の方式
精算の方式については次のような種類がある。
- 現金（食券制のところと、直接支払うところの両方がある）
- 記名名札式[7]。
- 記名カード式[7]
- 回数券式[7]
- 身分証明式[7]

精算方式については、会計の効率化を図るためにキャッシュレス方式を採用したり、食器にRFIDを埋め込み即時に料金計算を行うなど、種々の工夫を図る企業も現れている。

## 供食形態
供食形態については次のように分類される。
定食方式
単一献立方式
一食につき一種類の定食のみのもの。
複数献立方式
複数の定食の中から選択できるもの。
カフェテリア方式
主食・主菜・副菜・汁物・デザートをそれぞれ複数の種類用意し自由に料理を選択できるもの。一般的には20種類から30種類が用意される。
フードコート方式　
中央のスペースに複数のファーストフード店が出店した上で共有の座席を設けるもの。
ブランドコンセプト方式
外食産業の1社が1か所に複数のブランドを出店して運営するもの。
弁当方式
弁当を発送してもらう方式。
かつて多くの社員食堂は、短時間の間に大量の給食を行なわねばならなかったため、メニューは選択肢が少なく、内容もそれほど期待できるものとはいえなかった。しかし、近年は、カフェテリア方式を採用したりするなどして、質の改善を図る企業が増えている。
カフェテリア方式では栄養管理が難しくなるため、食事における自己管理能力の向上に資するよう栄養表示や栄養に関する情報を掲示・配布して提供することも多い。また、ヘルシーメニューが別に設定されることもある。
高層ビルに企業が集積される傾向が顕著になると、飲食店の乏しいオフィス街ではケータリングなどの仮設店舗による弁当販売が食の不足を補うことがあるが、総合的な都市開発の一環として、事業所周辺に外食企業やコンビニエンスストアをはじめとする商業施設を誘致するなど、独自の社員食堂をあえて持たなくとも足りるように設計されたオフィス街も多く見られるようになってきた。

## 配膳配食
配膳配色の方式については次のように分類される。
セルフ方式
喫食者が配膳及び下膳をすべて行う形態。
ハーフセルフ方式
喫食者は配膳のみ行い食堂の従業員が下膳する形態。
フルサービス方式
食堂の従業員が配膳及び下膳のすべてを行う形態。

## 関連人物
- 串田修